# BombShellShocked
BombShellShocked е третият студиен албум на нюйорската рок група Ерик Стюарт Бенд. Текстовете на песните са писани от вокалиста Ерик Стюарт.

## Песни
1. Sad Day For Love 3:22
2. Revelation 4:03
3. The Remedy 4:47
4. Paint The Town Tonight 3:09
5. A Bad Seed To Sow 4:50
6. Blood Red Rose 3:08
7. Sooner Or Later 3:38
8. Damned 4:10
9. A Boy In Love With You 3:10
10. The Second Time Around 6:49

## Членове
- Ерик Стюарт – Вокалист и Ритъм китара
- Кестър Уелш – Соло китара
- Гари Брюер – Бас китара
- Фил Никс – Барабани
- Джена Мализиа – Вокали